# Бормашина

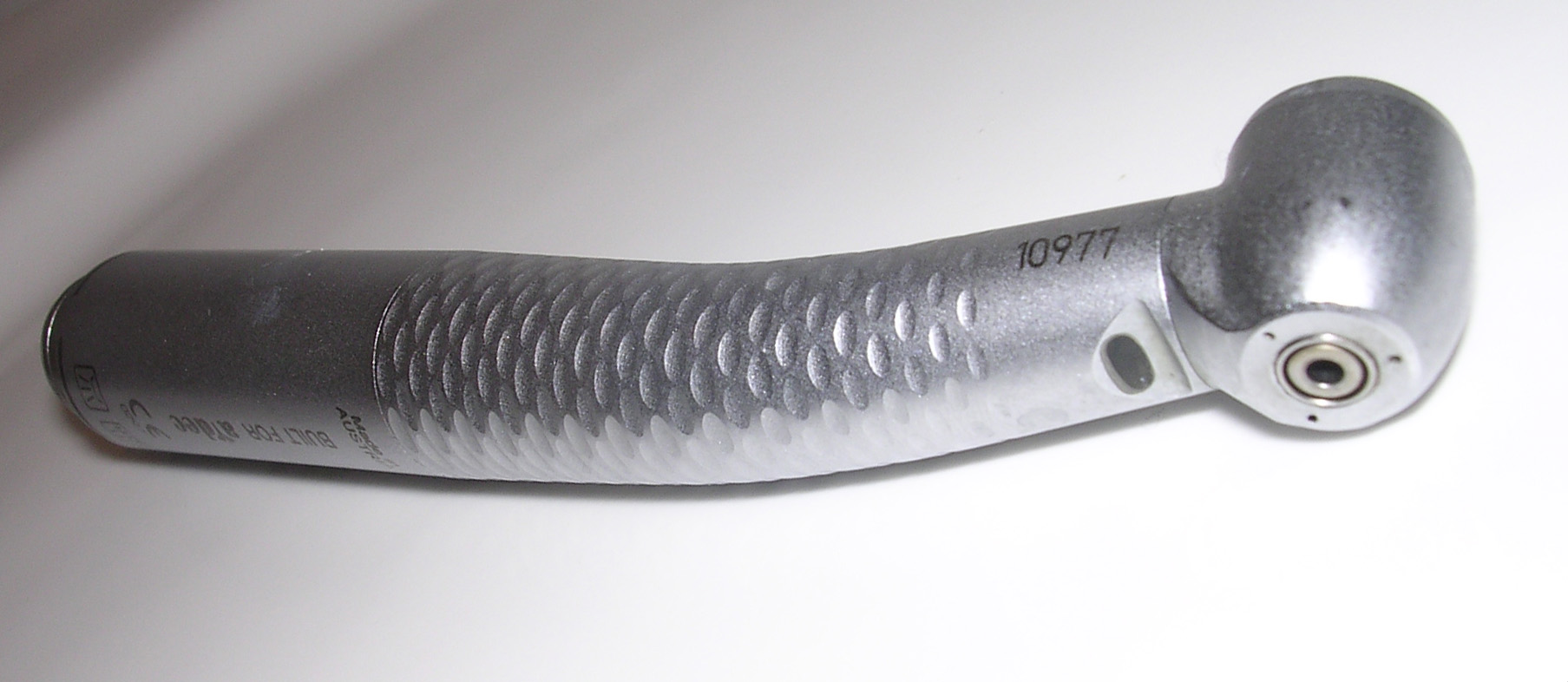
Тримач з цанговим патроном (гнучкий вал не під'єднаний)

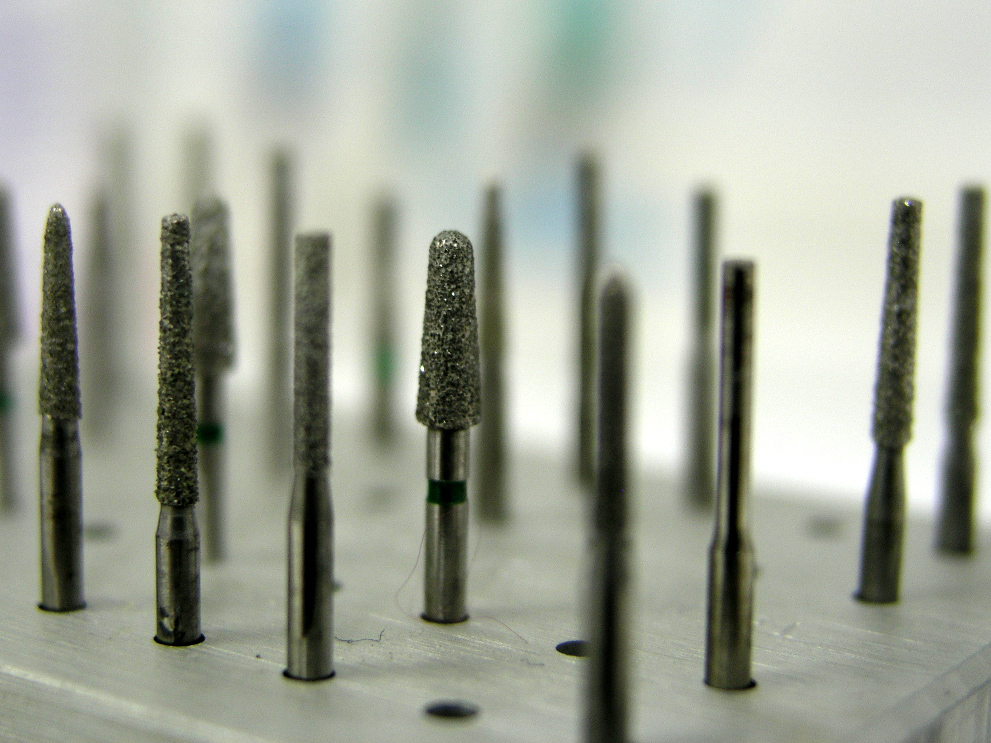
Бури

Бормаши́на — ротаційний інструмент, здатний розвивати високу частоту обертання шпинделя (від 20-30 тис. до 400 тис. об/хв) при невеликому крутному моменті. Бормашини використовуються для високоточної абразивної і безабразивної обробки дрібних об'єктів шляхом свердління та фрезерування.
Знайшли широке застосування в стоматології, ювелірній справі, художньому різьбленні, приладобудуванні, як хобійний інструмент.
Як робоча частина (бур) бормашини використовуються фрези та шарошки, їх утримання забезпечується цанговим, рідше — для низькооборотних бормашин — кулачковим патроном. Крутний момент на патрон може передаватись напряму або через гнучкий вал.